# Сант-Агата-Фельтрия
Сант-Агата-Фельтрия (итал. Sant'Agata Feltria) — коммуна в Италии, располагается в регионе Эмилия-Романья, в провинции Римини.
Население составляет 2325 человек (2008 г.), плотность населения составляет 29 чел./км². Занимает площадь 79 км². Почтовый индекс — 61019. Телефонный код — 0541.
Покровительницей коммуны почитается святая Агата, празднование 5 февраля.

## Демография
Динамика населения:

## Администрация коммуны
- Официальный сайт: https://web.archive.org/web/20080929014314/http://www.comune.santagatafeltria.pu.it/